# Dactylomys boliviensis
Espèce
Statut de conservation UICN

 LC  : Préoccupation mineure
Dactylomys boliviensis est une espèce de rongeurs appartenant à la famille des Echimydés. On rencontre des populations en Bolivie, au Pérou et au Brésil. Cette espèce a été décrite pour la première fois en 1920 par le mammalogiste américain Harold Elmer Anthony (1890-1970).